# Wróbliczka zielonolica
Wróbliczka zielonolica, wróbliczka szaroskrzydła (Forpus coelestis) – gatunek małego ptaka z rodziny papugowatych (Psittacidae), występujący w zachodnim Ekwadorze i północno-zachodnim Peru. Nie wyróżnia się podgatunków. Nie jest zagrożony. Dość pospolity w hodowli.

## Morfologia
Wróbliczka zielonolica mierzy około 12,5 cm długości oraz waży 33 g. Osobniki obu płci są zielone. Za okiem widoczna niebieska linia, kark niebieskoszary. Samiec różni się od samicy obecnością niebieskich piór na kuprze oraz spodniej części skrzydeł, natomiast wierzch skrzydeł i brzuch szarozielone. Dziób u obu płci jasny, oczy brązowe. Młode osobniki bardziej przypominają samice.

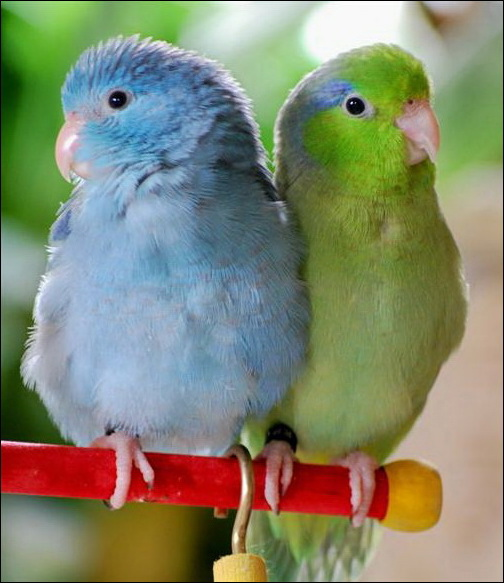
Po lewej niebieska samica oraz naturalnie ubarwiony samiec po prawej

### Mutacje barwne
Wróbliczki zielonolice są hodowane w niewoli i odhodowano różne mutacje barwne takie jak: niebieska, lutino (ino), turkusowa, szek, marbled (inaczej: pastelowa), płowa, cynamonowa, ciemny faktor, misty. Oprócz innych niewymienionych mutacji są też odhodowane liczne ich kombinacje, chociaż wiele jest trudno dostępnych.

## Pożywienie
Głównym składnikiem dzikiej diety wróbliczek są nasiona traw oraz owoce, w tym jagody.

## Środowisko
Gatunek ten występuje na terenach porośniętymi krzakami oraz na obrzeżach lasu.

## Rozmnażanie
Sezon lęgowy ma miejsce od stycznia do maja. Gnieździ się w dziuplach lub szczelinach naturalnych bądź sztucznych (np. w słupach ogrodzeniowych czy telefonicznych); niekiedy wykorzystuje gniazda innych gatunków ptaków. Samica składa 4–6 jaj, które następnie są wysiadywane przez około 18 dni. Młode są w pełni opierzone po 4–5 tygodniach od wyklucia.

## Status
Międzynarodowa Unia Ochrony Przyrody (IUCN) uznaje wróbliczkę zielonolicą za gatunek najmniejszej troski (LC – Least Concern). Liczebność populacji nie została oszacowana, ale ptak ten opisywany jest jako pospolity. Ze względu na brak dowodów na spadki liczebności bądź istotne zagrożenia dla gatunku, BirdLife International ocenia trend liczebności populacji jako stabilny. Gatunek ten jest ujęty w II załączniku konwencji waszyngtońskiej (CITES).